# Merry Merrily
『Merry Merrily』（メリー メリリー）は、声優ユニットのやまとなでしこが出した2ndマキシシングルである。2001年3月21日にスターチャイルドから発売された。

## 解説
- 2曲目『Trust me,trust you』は、田村のソロバージョンが『True Romance』に収録されている。
- 3曲目『恋の天使 舞い降りて』は、アニメ『ラブひな』（クリスマス・スペシャル 〜サイレント・イヴ〜）の冒頭で挿入歌として使用された。そのシーンではこの曲を歌う、本人達のアニメーションが描かれている。 また、「ラブひな ヴォーカル・コンプリート・ボックス「届け、私たちの歌」」にも収録されている。

## 収録曲
1. Merry Merrily
  - 作詞・作曲:岡崎律子、編曲:十川知司
2. Trust me,trust you
  - 作詞・作曲・編曲:松浦有希
3. 恋の天使 舞い降りて
  - 作詞:根津洋子、作曲:真友、編曲:太田美知彦
  - テレビ東京系アニメ『ラブひな』（クリスマス・スペシャル 〜サイレント・イヴ〜）挿入歌
4. Merry Merrily（OFF VOCAL）
5. Trust me,trust you（OFF VOCAL）
6. 恋の天使 舞い降りて（OFF VOCAL）